# HK (Automarke)
HK war eine französische Automarke.

## Unternehmensgeschichte
Das Unternehmen AS de Kosta aus Paris begann 1907 mit der Produktion von Automobilen, die als HK vermarktet wurden. 1908 endete die Produktion.

## Fahrzeuge
Im Angebot standen zwei Modelle. Der kleinere 10 CV verfügte über einen Einzylindermotor. Ein solches Fahrzeug war 1907 zum Autorennen Coupe des Voiturettes gemeldet. Der größere 12/16 CV hatte einen Zweizylindermotor.